# 替身醫療
替身醫療（英語：Avatar medicine）是透過搜集病人的個人檢體或是數據，交由相關機構進行進一步的研究，其中包含臨床諮詢、檢測诊断與治療協助。替身醫療旨在運用一個或虛擬或實體的替身來代替病患本身來降低其在治療過程中所需承擔的風險，並且可以避免距離或時間的限制。 

## 替身醫療的本質與目的
傳統標準化醫療著重在常規檢查與臨床的數據並且需要仰賴臨床醫師的經驗來進行診斷。當確診後，會依照先前案例來規劃治療方針與用藥。然而，這種治療方式會在不同個體上有著千差萬別的結果，因此臨床上標準化病人是很難實現的，特別是在癌症病患方面需要根據癌症期別、位置、特定生物標記表現、組織型態等去做評估。
個人精準化醫療更重視疾病與生物分子，如遺傳物質（脫氧核糖核酸或核醣核酸）、蛋白質、代謝物等之間的關聯性，透過分析病患個人病例與現有資料庫進行精密的比對，將相同疾病作用於不同基因個體列入考量，使醫師們能更加精準地縮小治療範圍與尋找更加有效的治療方案，進而降低傳統醫療可能會遇到的用藥無效或是拖延病情等情況。 
替身醫療即是個人精準化醫療的例子，因其來自患者本身的檢體或數據，可以準確反映人體中的動態分子相互作用，也不容易忽略疾病的多變性與異質性。這些替身提供的個人化資訊無疑能將病患的治療達到最大效益，同時也最大幅度縮小藥物副作用。